# Ліза Тецнер
Ліза Тецнер (нім. Lisa Tetzner; 10 листопада 1894, Циттау, Німеччина, — 2 липня 1963, Лугано, Швейцария) — німецько-швейцарська дитяча письменниця та казкарка.

## Біографія

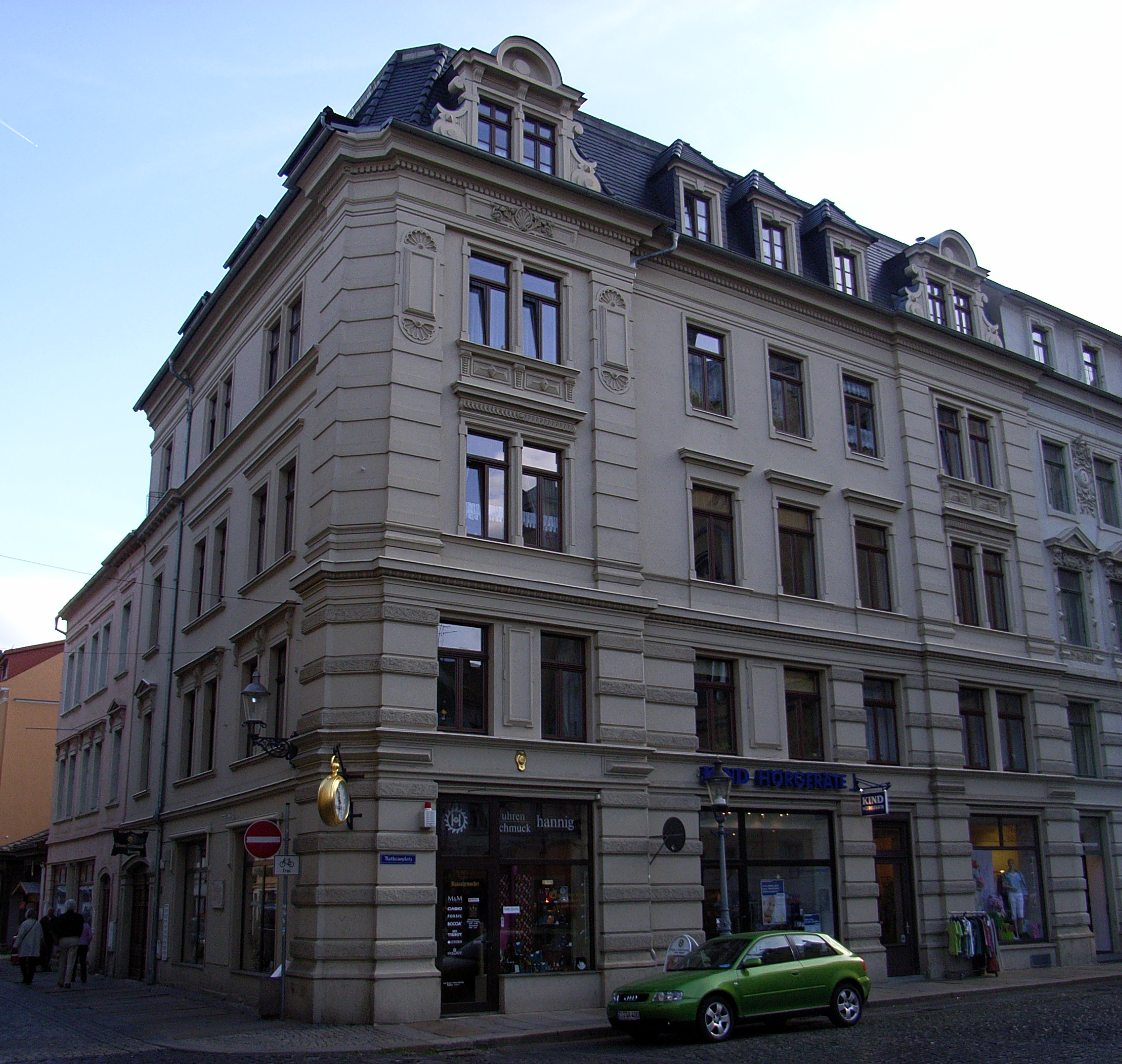
Рідний дім Тецнер у Циттау

Ліза Тецнер була донькою лікаря. У віці 11 років захворіла на коклюш. Сталося ускладнення - запалення лівого колінного суглоба, що викликало параліч коліна. Лише через декілька років лікування Ліза знову змогла рухатися.
У 19 років Ліза, наперекір волі тата і незважаючи на своє слабке здоров'я, почала навчатися у берлінському Соціальному жіночому училищі, бажаючи стати асистентом у поліції. Вступила до акторської школи Макса Рейнхардта, де відвідувала курси розвитку виразного мовлення і постановки голосу. Також Тецнер була зарахована до Берлінського університету на курс Еміля Мілана, який викладав декламацію. Мілан став головним наставником дівчини, а також підтримав її захоплення народними казками. Паралельно вона брала участь в молодіжному русі.
У 1917 році Тецнер зустрілася з видавцем Ойгеном Дідеріхсом. Ця зустріч зіграла ключову роль у її житті — Ліза почала подорожувати по Тюрингії, Швабії і Рейнскій області, збираючи місцеві казки. Невдовзі написала свою першу книгу «Як розповідати казки».
У 1919 році в Тюрингії Тецнер познайомилася з письменником, членом КПГ Куртом Клебером. У 1921 році вона знову надовго була прикута до ліжка, цього разу через правобічний коксит — хоча і цього разу запалення вдалося вилікувати. У 1924 році вийшла заміж за Клебера. У 1927 році очолила дитячу редакцію берлінського радіо, а з 1932 року відповідала за дитяче радіомовлення на інших радіостанціях також. Окрім цього, зібрала обширную колекцію казок, а з 1928 року сама почала писати дитячі книги.
У 1933 році, не розділяючи нацистську ідеологію, іммігрувала разом із чоловіком у Швейцарію. Книги Клебера були включені нацистами у список книг, котрі підлягали знищенню. Книга Тецнер «Ганс Уріан, або Історія навколосвітньої подорожі» була спалена, а всі інші книги були заборонені.
Клебер і Тецнер оселилися в місті Карона, по сусідству зі своїм другом Германом Гессе (на тому ж місці до свого від'їзду в Данію жив Бертольт Брехт). Того ж року Тецнер почала писати свій найбільш значущий твір — цикл «Пригоди дітей із дому № 67. Дитяча Одісея», спрямований проти злочинів нацизму, що складається із 9 повістей (остання була написана в 1949 році).
У 1937—1955 роках Тецнер викладала розвиток виразного мовлення у кантональному педагогічному інституті Базеля. У 1938 році була позбавлена німецького громадянства; у 1948 році отримала громадянство Швейцарії.
У 50-х роках активно просувала у Німеччині фантастичну дитячу літературу (особливо «Пеппі Довгапанчоха» Астрід Ліндгрен), яка до цього не користувалася особливим попитом. У 1957 році переклала німецькою мовою роман К. С. Льюїса «Лев, Біла Відьма та шафа».

## Твори

### Книги, казки і п'єси для дітей
- Guckheraus, heißt mein Haus, 1925.
- Das Märchen vom dicken, fetten Pfannkuchen, 1925.
- Der Gang ins Leben, 1926.
- Die sieben Raben, 1928.
- Hans Urian oder Die Geschichte einer Weltreise, 1929.
- Der große und der kleine Klaus, 1929.
- Vom Märchenbaum der Welt, 1929.
- Der Fußball, 1932.
- Siebenschön, 1933.
- Was am See geschah, 1935.
- Die Reise nach Ostende, 1936.
- Der Wunderkessel, 1936.
- Belopazü, 1938.
- Die schwarzen Brüder, 1940-41 (у 2-х тт.).
- Sugus Märchenbuch, 1950.
- Su — Die Geschichte der sonderbaren zwölf Nächte, 1950.
- Der kleine Su aus Afrika, 1952.
- Die schwarze Nuss, 1952.
- Su und Agaleia, 1953.
- Das Töpflein mit dem Hulle-Bulle-Bäuchlein, 1953.
- Wenn ich schön ware, 1956.
- Das Mädchen in der Glaskutsche, 1957.

#### Erlebnisse und Abenteuer der Kinder aus Nr. 67
- Том 1: Erwin und Paul, 1933.
- Том 2: Das Mädchen aus dem Vorderhaus, 1948.
- Том 3: Erwin kommt nach Schweden, 1941.
- Том 4: Das Schiff ohne Hafen, 1943.
- Том 5: Die Kinder auf der Insel, 1944.
- Том 6: Mirjam in Amerika, 1945.
- Том 7: War Paul schuldig?, 1945.
- Том 8: Als ich wiederkam, 1946.
- Том 9: Der neue Bund, 1949.

### Репортажі, статті, теоретичні праці
- Vom Märchenenerzählen im Volk, 1919.
- Auf Spielmanns Fährten und Wandertagen, 1923.
- Im Land der Industrie, zwischen Rhein und Ruhr, 1923.
- Im blauen Wagen durch Deutschland, 1926.
- Das war Kurt Held. 40 Jahre Leben mit ihm, 1961.
- Das Märchen und Lisa Tetzner. Ein Lebensbild, 1966.

### Редакторські праці
- Deutsches Rätselbuch, 1924.
- Die schönsten Märchen der Welt für 365 und einen Tag (4 Bd.) (= Märchenjahr), München, 1956.
- Dänische Märchen, 1948.
- Englische Märchen, 1948.
- Französische Märchen, 1948.
- Sizilianische Märchen, 1950.
- Russische Märchen, 1950.
- Negermärchen, 1950.
- Indianermärchen, 1950.
- Märchen der Völker, 1950.
- Japanische Märchen, 1950.
- Türkische Märchen, 1950.
- Indische Märchen, 1950.
- Bunte Perlen. Kindergeschichten aus aller Welt, 1956.
- Das Märchenjahr (2 Bd.), 1956.
- Europäische Märchen, 1958.